# Districtul Chaloem Phra Kiat, Nakhon Si Thammarat
Chaloem Phra Kiat (în thailandeză เฉลิมพระเกียรติ) este un district (Amphoe) din provincia Nakhon Si Thammarat, Thailanda, cu o populație de 33.466 de locuitori și o suprafață de 124,1 km².

## Componență
Districtul este subdivizat în 4 subdistricte (tambon), care sunt subdivizate în 37 de sate (muban).
| Nr. | Nume       | În thailandeză | Sate | Locuitori |  |
| 1.  | Chian Khao | เชียรเขา        | 13   | 6,868     |  |
| 2.  | Don Tro    | ดอนตรอ         | 5    | 6,271     |  |
| 3.  | Suan Luang | สวนหลวง        | 13   | 11,190    |  |
| 4.  | Thang Phun | ทางพูน          | 6    | 9,137     |  |

|| 
|}